# 305ª Brigata artiglieria delle guardie "Gumbinnen"
La 305ª Brigata artiglieria delle guardie "Gumbinnen" (in russo 305-я гвардейская артиллерийская Гумбинненская бригада?, 305-ja gvardejskaja artillerijskaja Gumbinnenskaja brigada, unità militare 39255) è un'unità di artiglieria delle Forze terrestri russe, subordinata alla 5ª Armata combinata delle guardie del Distretto militare orientale e con base a Ussurijsk.

## Storia

### Unione Sovietica
Le origini dell'unità risalgono al 20º Reggimento artiglieria speciale dell'Armata Rossa, costituito il 14 dicembre 1944 a partire dal 406º Battaglione artiglieria pesante "Gumbinnen", dal quale ereditò il titolo onorifico ottenuto nell'ottobre 1944 per i meriti conseguiti durante l'Operazione Gumbinnen-Goldap. Nel 1945 il reggimento venne trasferito in Estremo Oriente, dove prese parte all'invasione sovietica della Manciuria.
Negli anni 60 il reggimento venne riorganizzato nella 305ª Brigata artiglieria. Il 22 febbraio 1968 l'unità venne insignita dell'Ordine della Stella Rossa.

### Federazione Russa
Nel 2014, durante la guerra del Donbass, reparti della brigata sono stati avvistati vicino alla frontiera ucraina nell'oblast' di Rostov in concomitanza con i bombardamenti russi provenienti da oltre il confine verso il territorio ucraino.
A partire dal 2022 la brigata è stata impiegata nell'invasione russa dell'Ucraina. Nel corso del 2023 è stata schierata nel settore di Velyka Novosilka, dove durante l'estate è stata pesantemente degradata a causa del fuoco di controbatteria durante la controffensiva ucraina nella regione di Zaporižžja. È rimasta impegnata nell'area anche nei due anni successivi. Il 3 giugno 2025 la brigata è stata insignita del titolo di unità delle guardie per decreto del Presidente della Federazione Russa.